# Leonardo de Deus
Leonardo Gomes de Deus, né le 18 janvier 1991 à Campo Grande, est un nageur brésilien en activité.
Au 200 mètres papillon, il a terminé 6e aux Jeux de Tokyo en 2020, a été deux fois finaliste aux championnats du monde, deux fois médaillé d'argent aux championnats pan-pacifiques et triple champion des Jeux panaméricains,.

## Carrière internationale

### 2010-2012
En 2010, Deus a rejoint la délégation nationale brésilienne et a participé aux Jeux sud-américains de 2010 à Medellin. Il a remporté deux médailles d'or, au 200 mètres dos et au 200 mètres papillon, et une d'argent au relais 4x200 m libre,.
Il a participé aux Championnats pan-pacifiques 2010 à Irvine, où il a terminé 9e au 200 mètres papillon et 11e au 200 mètres dos,.
Il a également participé aux Championnats du monde de natation en petit bassin 2010, à Dubaï, où il a terminé 28e au 100 mètres dos et 15e au 200 mètres papillon,.
Il s'est qualifié pour les demi-finales du 200 mètres papillon avec le deuxième meilleur temps (1:55,55) aux Championnats du monde de natation 2011 à Shanghai, terminant 13e en demi-finale. Il s'est également qualifié pour les demi-finales du 200 mètres dos, terminant 15e,,,.
Deus était aux Jeux panaméricains de 2011 à Guadalajara, où il a été couronné champion du 200 mètres papillon, après une controverse impliquant un parrainage irrégulier présumé dans la casquette utilisée lors de la finale. Leonardo a été disqualifié après la course, mais après les protestations des fans et des athlètes eux-mêmes, la médaille d'or lui a été rendue. Il a également remporté l'argent au 4 × 200 mètres nage libre,.

### Jeux olympiques de 2012
Aux Jeux olympiques d'été de 2012, il s'est qualifié pour la demi-finale du 200 mètres dos, terminant à la 16e place du classement général des qualificatifs et septième de sa demi-finale, sans se qualifier pour la finale. Il a terminé 13e au 200 mètres dos. Il a également terminé 21e au 200 mètres papillon,.

### 2013-2016
Aux Championnats du monde de natation 2013 à Barcelone, Deus a terminé à la 7e place de son premier classement à une finale des Championnats du monde, la finale du 200 mètres papillon, avec un temps de 1:56,06. Il a participé au 200 mètres dos, terminant 12e. Il a également participé au 4×100 mètres quatre nages, terminant 12e, avec Marcelo Chierighini, Felipe Lima et Nicholas Santos,,.
Au Trophée Maria Lenk 2014 à São Paulo, Deus a battu le record brésilien du 400 mètres nage libre avec un temps de 3:50,90, améliorant le temps d'Armando Negreiros de 1997 de vingt-huit centièmes de seconde. En mai 2014, aux championnats brésiliens juniors et seniors de natation, il a de nouveau battu le record brésilien avec un temps de 3:50,71,.
Aux Championnats pan-pacifiques 2014 à Gold Coast, Queensland, Australie, il a remporté une médaille d'argent au 200 mètres papillon, avec un temps de 1:55,28. Il a également terminé 6e au 200 mètres dos et 12e au 400 mètres nage libre,.
À l'Open du Brésil, à Rio de Janeiro, il a battu, pour la troisième fois, le record brésilien du 400 mètres nage libre, avec un temps de 3:50.37.
En avril 2015, au Trophée Maria Lenk, à Rio de Janeiro, il a battu le record sud-américain du 400 mètres nage libre, avec un temps de 3:49,62, et a nagé le meilleur de sa vie au 200 mètres papillon, avec un temps de 1:55,19, remportant le meilleur temps de l'année dans l'événement,.
Aux Jeux panaméricains de 2015 à Toronto, Ontario, Canada, de Deus a remporté trois médailles: une médaille d'or au 200 mètres papillon, avec un temps de 1:55,01, un nouveau record des Jeux panaméricains et un record à vie; et deux médailles de bronze au 200 mètres dos et au 400 mètres nage libre,,,,,.
Aux Championnats du monde de natation 2015 à Kazan, de Deus n'a pas bien nagé au 200 mètres papillon. En demi-finale, il a terminé avec un temps de 1:56.02, loin de sa meilleure marque, 1:55.01 réalisée aux Jeux panaméricains il y a quelques jours, et a terminé à la 9e place, perdant une place en finale par 0,28 seconde. Il a également terminé 13e au 200 mètres dos,,.

### Jeux olympiques de 2016
Aux Jeux olympiques d'été de 2016, il a battu le record brésilien du 200 mètres dos, avec un temps de 1:57,00, lors des séries. Il a terminé 13e au classement général en demi-finale. Au 200 mètres papillon, il n'a pas bien nagé : bien qu'il ait eu des temps plus tôt qui pourraient le qualifier pour la finale olympique, il n'a pas approché ces temps, et avec la marque de 1:56.77, il a terminé 13e du demi finales,.

### 2016-2020
Aux Championnats du monde de natation en petit bassin 2016 à Windsor, Ontario, Canada, il est allé à la finale du 200 mètres papillon, terminant 5e. Il a également terminé 11e au 200 mètres dos,.
Aux Championnats du monde de natation 2017 à Budapest, il a terminé 12e du 200 mètres dos et 14e du 200 mètres papillon,.
Aux Championnats pan-pacifiques 2018 au Japon, il a remporté une médaille d'argent au 200 mètres papillon, avec un temps de 1:54,89, son record personnel.
Aux Championnats du monde de natation en petit bassin 2018 à Hangzhou, en Chine, l'équipe brésilienne composée de Luiz Altamir Melo, Fernando Scheffer, Leonardo Coelho Santos et Breno Correia a remporté la médaille d'or au relais 4 × 200 m libre, battant le record du monde, avec un temps de 6:46,81. Leonardo de Deus a remporté la médaille d'or en participant aux qualificatifs. Il a également terminé 18e au 200 mètres papillon et 23e au 100 mètres papillon. Il a choisi de ne pas nager le 200 mètres dos,,,.
Aux Championnats du monde de natation 2019 à Gwangju, en Corée du Sud, il a atteint sa deuxième finale des Championnats du monde au 200 mètres papillon, terminant 7e. Il a également terminé 22e du 200 mètres dos,.
Aux Jeux panaméricains de 2019 qui se sont tenus à Lima, au Pérou, il est devenu le premier triple champion du 200 mètres papillon de l'histoire de Pan. Il a remporté une autre médaille de bronze au 200 mètres dos, répétant les résultats de Toronto. Il a également remporté l'or au relais mixte 4 × 100 mètres quatre nages et l'argent au relais 4 × 100 mètres quatre nages (les deux, en participant à des qualificatifs),,,.

### Jeux olympiques de 2020
Aux Jeux olympiques d'été de 2020 à Tokyo, Leonardo de Deus s'est qualifié pour les demi-finales du 200 mètres papillon à la troisième place, avec un temps de 1:54,83. A 30 ans, il bat son record personnel en course. En demi-finale, il a de nouveau nagé en dessous de 1:55, se qualifiant à la 2e place pour la finale, il s'agit de la première finale olympique de Leonardo de Deus, dans son épreuve principale. En finale, il a terminé à la 6e place,.

## Palmarès

### Championnats du monde

#### Petit bassin
- Championnats du monde 2018 à Hangzhou (Chine) :
  -  Médaille d'or du 4 × 200 m nage libre.

### Championnats pan-pacifiques
- Championnats pan-pacifiques 2014 à Gold Coast (Australie) :
  -  Médaille d'argent du 200 m papillon
- Championnats pan-pacifiques 2018 à Tokyo (Japon) :
  -  Médaille d'argent du 200 m papillon

### Jeux panaméricains
- Jeux panaméricains de 2011 à Guadalajara (Mexique) :
  -  Médaille d'or du 200 m papillon
  -  Médaille d'argent du relais 4 x 200 m nage libre.
- Jeux panaméricains de 2015 à Toronto (Canada) :
  -  Médaille d'or du 200 m papillon.
  -  Médaille de bronze du 200 m dos.
  -  Médaille de bronze du 400 m nage libre.
- Jeux panaméricains de 2019 à Lima (Pérou) :
  -  Médaille d'or du 200 m papillon.
  -  Médaille d'or du 4 × 100 m quatre nages mixte.
  -  Médaille d'argent du 4 × 100 m quatre nages.
  -  Médaille de bronze du 200 m dos.